# FK Torpedo Moscou
El FC Torpedo Moskvà (en rus: Футбо́льный клуб "Торпе́до" Москва́, Futbolni klub "Torpedo" Moskvà) és un equip de futbol de Moscou, a Rússia. Històricament, l'equip ha estat vinculat a l'empresa d'automoció estatal ZiL, dedicada principalment a la fabricació de camions. Després de diversos canvis de propietari, l'equip ha basculat entre la Primera i Segona divisió de futbol de Rússia. Eduard Streltsov, que jugà al club durant els anys 50, és considerat el millor jugador en la història del Torpedo de Moscou.
El seu camp és l'Estadi Eduard Streltsov, conegut antigament com a Estadi Torpedo. Tanmateix, com que no poden pagar el lloguer, des de la temporada 2013/2014 juguen a l'Estadi Saturn de Ràmenskoie, a una hora de distància.

## Història
Evolució del nom:
- Proletàrskaia kúznitsa (Forja proletària) (1924-1931)
- AMO (Avtomobílnoie Moskóvskoie Óbsxestvo) (Societat Automobilística de Moscou) (1931-1932); antic nom de ZIL
- ZIS (Zavod ímeni Stàlina) (Fàbrica d'automòbils Stalin) (1933-1935); antic nom de ZIL
- Torpedo (1936-1995)
- Torpedo-Lujnikí (1996-1997); denominació quan l'equip es va traslladar a l'Estadi Lujnikí
- Torpedo (des de 1998)

## Palmarès

### Torneigs nacionals
- Copa de Rússia (1): 1993.
- Lliga de l'URSS (3): 1960, 1965, 1976.
- Copa de l'URSS (6): 1949, 1952, 1960, 1968, 1972, 1986.